# Entomacrodus solus
Entomacrodus solus is een straalvinnige vissensoort uit de familie van de naakte slijmvissen (Blenniidae). De wetenschappelijke naam van de soort is voor het eerst geldig gepubliceerd in 2010 door Williams & Bogorodsky.